# 테렌스와 필립
테렌스 헨리 스투트와 필립 나일스 알가일(Terrance Henry Stoot and Phillip Nyles Argyle)은 《사우스 파크》 시리즈에 나오는 등장인물로, 캐나다의 코미디언 2인조이다.
테렌스는 매트 스톤이 목소리를 맡았고, 검은 머리에 T가 적혀 있는 빨간 셔츠를 입고 있다. 그런 반면에 필립은 트레이 파커가 목소리를 맡았고, 금발 머리와 P가 적혀 있는 파란 셔츠를 입고 있다. 그들은 아마도 《레 미제라블》(Les Miserables)에 있는 자비에를 초상화를 그리기를 위해 두 고명한 초상화가인 '테렌스 만'과, '필리프 퀘스트'의 이름을 따 왔을 것이다. 테렌스와 필립은 《사우스 파크》에서 방귀 개그로 인해서 많은 불평이 자자했다. 매트 스톤과 트레이 파커는 테렌스와 필립이 나오는 첫 번째 에피소드 동안, 그들은 《사우스 파크》에서의 많은 사람들이 테렌스와 필립쇼에서 방귀 개그밖에 나오지 않기 때문에, 방귀 개그를 만든 테렌스와 필립에게 불평할 거라고 논평했다.
《사우스 파크》에서 모든 캐나다인들과 마찬가지로, 테렌스와 필립은 좁쌀 같은 작은 눈과 팩맨같은 머리에서 말을 할 때 입이 위로 아래로 퍼덕거린다. 테렌스와 필립은 그들이 만든 만화영화 시리즈이다. 그러나 이건 곧 캐나다 사람들에 대한 나쁘게 인식한다는 의미와 같은 것이다. 이것에 대한 이론은 그들이 만화영화에서 만화영화 주인공의 목소리를 내고, 그리고 Mr. T In the Mr. T 만화영화 시리즈에서 정확하게 다른 경우를 보여준다는 것이다.
| “ | 이 만화영화 재미도 없을 거야.                               | ” |
|   | — 에릭 카트먼, 《사우스 파크:크고, 자르지 않은》의 첫 부분. |   |

## 사우스 파크
《사우스 파크》에서 테렌스와 필립은 대중적인 어린이 티비 쇼의 스타이다. 이 쇼는 내부에 쇼를 돕는 재미있는 방법이 있다. 사우스 파크의 부모들은 테렌스와 필립이 비정상적인 방귀 개그로 보고 있다. 테렌스와 필립의 방귀 개그는 현실 세상의 부모들이 《사우스 파크》를 보는 관점과 매우 유사하다. 테렌스와 필립은 불확실한 무거운 강세를 갖고 있다. 이것은 많은 미국인들이 들었다고 믿는 캐나다식 강세이다.. 사실은 6살때 《에드 설리반 쇼》에서 공연하던때 그들의 직업의 기반이 된 필립이 사고로 뀐 방귀가 미국인들이 이해하는 최초의 부분이었기 때문이다. 아마도 미국인들의 캐나다 인들에 대한 선입견때문일 수도 있다.
그 듀오는 그 쇼안의 쇼에서 중심내용을 뽑아 내는 것을 보급시켰다. 그리고, 그들은 변함이 없이 "You FAH-ted!"라고 말하고, 그 후에 방귀를 뀐 소리에 웃는다. 그들의 셔츠에 머리글자는 다른 숨겨지은 농담으로 나타날지도 모른다 P와 T 문자는 불어에서 피터와 같이 방귀소리를 위한 은어이다. 그리고 TP는 또한 잘 알려진 '화장실 휴지'의 약어기도 하다.
그리고 Beavis and Butt-head 만화영화에서 종종 들었을지도 모른다.
| “ | I am Cornholio... I need TP for my bunghole. | ” |
|   | — Beavis, Beavis and Butt-head               |   |

우연의 일치로, TP는 "Trey Parker."의 약어가 될 수 있다.
테렌스와 필립은 《사우스 파크》의 세계에서 높은 명성을 받았다. 그리고 그들은 노벨 평화상을 수상하였다. 한 에피소드에서는 그들은 테렌스가 많이 크레딧을 썼다고 그들이 헤어진 것을 볼 수 있다. 그리고 우리는 테렌스가 그 일때문에 비만이 되어 버린것을 보게 된다. 그러나 그들은 다시 합쳐졌다. 테렌스와 결혼한 (그리고 빨리 이혼한) 셀린 디온과의 결혼에서 샐리라는 불법적인 딸을 얻게 된다. 그는 테렌스와 필립의 첫 번째 영화인 '내 항문 없이는 안돼'에서 셀린 디온과 화해하려고 시도하지만, 셀린디온이 그들의 친구인 "못생긴"밥의 아이를 임신했다는 것을 보고 포기했다. 필립은 세익스피어의 《햄릿》과 비슷한 공연을 하고 있었다. 이 공연에서 셰익스피어를 캐나다 강세로 말하는 것과, "pal," "guy," and "buddy"와 같은 단어를 각각 몇몇문장의 끝에 넣고 있는 걸 볼 수 있다. 테렌스와 필립은 The Return of Chef와 Cartoon War Parts II에서 카메오로 출연했는데, 이 두 에피소드에서 테렌스와 비슷하지만, 여전히 뚱뚱한 모습을 하고 있는 것을 볼 수 있다.

## 극장판 사우스 파크
1999년 《극장판 사우스 파크》에서 그들의 불경스러움(특히 그들의 장편 영화인 "불타는 엉덩이"와 그리고 그들의 노래인 "Uncle Fucka"가 담긴 화면)에서 미국 어머니들은 그들의 음란패설을 막기 위해서, MAC(Mother Against Canada, 캐나다를 싫어하는 어머니 모임)을 결성하고, 미국 토크 쇼인 《코난 오브라이언 쇼》에 손님으로 온 그들을 체포하게 된다. 이 일은 캐나다와 미국간의 전쟁으로 번지고, 그들의 죽음을 부른 카일의 어머니, 쉴라 브로플로프스키는 지하세계의 사탄과 그의 악독한 파트너인 사담 후세인을 지상에 불러오는 결과를 초래하게 되었다. 그러나, 영화 마지막에 죽은 케니 매코믹의 원상태로 되돌려달라는 소원으로, 그들은 모두 소생하게 된다.
불타는 엉덩이는 헐리우드의 영화 제작비정도 되는 3억5천만달러를 벌어들였고, 50배나 되는 수익률을 기록했다. (제작비와, 마케팅 비용은 모두 700만 달러밖에 되지 않았다; 저예산 독립영화에 대한 조크), 그리고 12개의 아카데미 상을 휩쓸었고, 후편으로, 불타는 엉덩이 2가 엄청난 흥행기록을 , 엄청난 흥행기록을 세우며, 다음년에 환호성을 지를 준비를 하고 있다.

## 사우스 파크 제작자와의 유사성
《극장판 사우스 파크》에서 테렌스와 필립은 《코난 오브라이언 쇼》에 가게 된다. 거기에는 브룩 쉴즈도 손님으로 와 있다. 매트와 스톤은 실제로 브룩 쉴즈가 쇼에 나오는 것을 관람했고, 그리고 이 장면은 그것의 패러디이다. 또한, 《극장판 사우스 파크》에서의 사우스 파크의 부모들이 테렌스와 필립의 영화인 불타는 엉덩이가 의미하는 것은 현실 세계의 부모들이 트레이 파커와 매트 스톤이 만든 영화에 대한 반응에 대한 성명서를 의미한다.
다른 긍정적인 메시지는 "Terrance and Phillip: Behind the Blow" 에피소드에 있다. 여기서 테렌스와 필립은 서로 갈길을 찾게 된다. 테렌스는 떨어진 이유에서 그가 에피소드에서 더 많은 기여를 했기 때문에 그랬다고 주장한다. 이걸 보고 추론한 결과, 트레이 파커는 사우스 파크의 메인 작가인데 비해서, 매트 스톤은 제작 관련쪽에서 적은 비중을 차지하고 있다고 추측할 수 있다; 이 사실은 매트 스톤이 테렌스의 연기를 하고 있고, 트레이 파커가 필립연기를 하고 있다는 것은 아마 비꼬는 의미일 것이다.
테렌스는 검은 머리색을 가졌는데, 그의 목소리를 담당한 매트 스톤과 머리 색이 비슷하다. 필립과 트레이 파커는 같이 금발 머리를 가지고 있다. 이건 아마 계획된 것일 것이다.
또한, 테렌스와 필립은 트레이 파커가 최초로 틀을 잡았다고 한다. 그러나, 이건 파커가 말한것과는 일치하지 않는다.

## 테렌스와 필립이 특출하게 나타난 에피소드
- Death - 어른들은 테렌스와 필립의 쇼가 방송되는 것을 막으려고 하고 있고, 아이들을 뒤쫓던 사신은 테렌스와 필립 쇼를 보면서 즐거워 한다.
- Terrance and Phillip in Not Without My Anus - 테렌스와 필립의 최초의 극장판. 테렌스와 필립은 캐나다를 점령하러 온 사담 후세인을 방귀로 무찌르게 된다.
- Terrance and Phillip: Behind the Blow - 애들은 테렌스와 필립을 초대하러 갔는데, 테렌스와 필립은 뜻이 안맞아서 서로 떨어져서 활동하게 된다.
- Canada on Strike - 테렌스와 필립은 캐나다인들이 벌이는 총파업에 휘말린다.
- Eat,Pray,And Queef - 테런스와 필립은 Queef자매들의 새로운 Queef쇼와 경쟁하게 되고, 테런스와 필립의 팬들은 Queef를 법으로 금지시키려 한다.
- SUPER HARD PCness - 테렌스와 필립의 활동이 지속되자 카일은 자신의 엄마가 만들었던 MAC(Mothers Against Canada)에 들어가며 이를 저지하려 한다.